# Dong Zhongshu

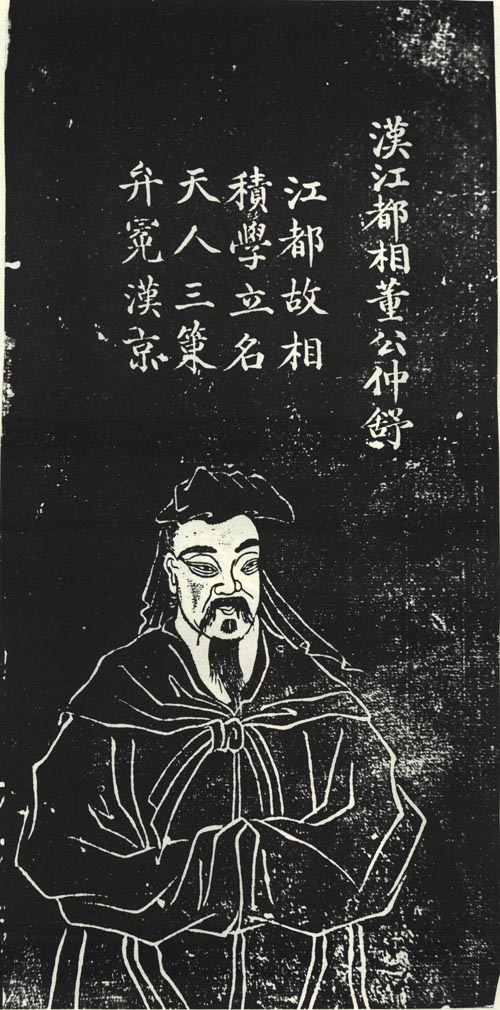
Historische Darstellung von Dong Zhongshu

Dong Zhongshu (chinesisch 董仲舒, Pinyin Dŏng Zhòngshū, W.-G. Tung Chung-shu; geb. 179 v. Chr.; gest. 104 v. Chr.) war Vertreter der konfuzianischen Neutextschule in der Han-Zeit.

## Menschenbild
Das Menschenbild Dong Zhongshus bildet einen Ausgleich zwischen dem des Menzius und dem des Xun Zi. Er unterscheidet zwischen einer „Naturanlage“ (性, xing) und einer „Gefühlslage“ (情, qing), wobei für ihn erstere eher gut, letztere eher schlechten Charakters ist. Der Mensch befindet sich immer zwischen diesen beiden Extremen und kann sich durch Bildung stärker hin zur Naturanlage bewegen. Nur durch moralisches Lernen kann der Mensch sich hin zum Guten bewegen, er ist aber dennoch nicht von Natur aus schlecht, wie es Xun Zi glaubt, da im Menschen bereits von Anfang an die Basis liegt, sich hin zum Guten zu entwickeln.